# Bipiràmide quadrada giroallargada
En geometria, la bipiràmide quadrada giroallargada és un dels noranta-dos sòlids de Johnson (J17).
Es pot obtenir giroallargant un octàedre inserint un antiprisma entre les seves meitats congruents. En considerar l'octèdre una bipiràmide quadrada ve el seu nom.
El seu dual és el Trapezoedre quadrat truncat.
Tot i que els seus costats són tots triangles equilàters iguals, no és un sòlid platònic perquè en algunes arestes hi concorren quatre cares i en altres n'hi concorren cinc.
Els 92 sòlids de Johnson van ser descrits 1966 per Norman Johnson i els va numerar. No va demostrar que no n'existia més que 92, però va conjecturar que no n'hi havia d'altres. Victor Zalgaller el 1969 va demostrar que la llista de Johnson era completa. S'utilitzen els noms i l'ordre donats per Johnson, i se'ls nota Jxx on xx és el nombre donat per Jonson.

## Desenvolupament pla

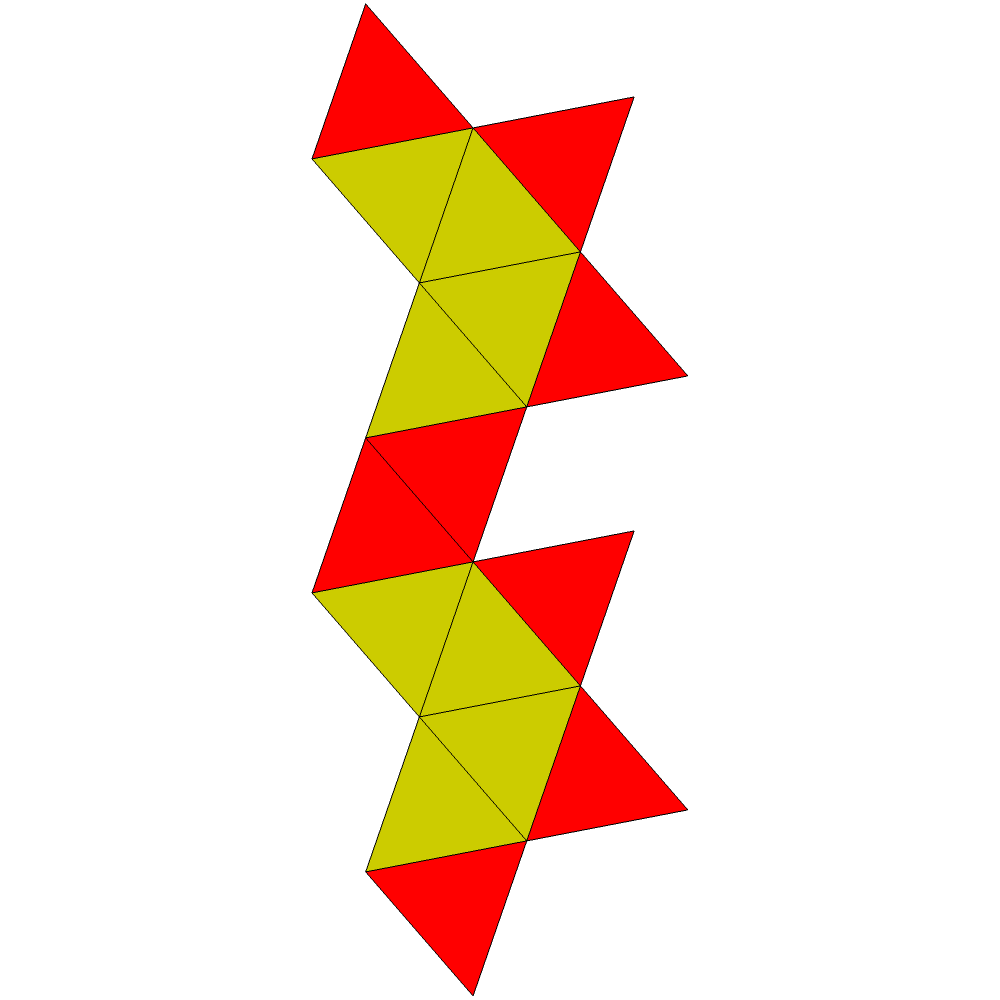
Desenvolupament pla de la bipiràmide quadrada giroallargada